# Mascagnia dipholiphylla
Mascagnia dipholiphylla là một loài thực vật có hoa trong họ Malpighiaceae. Loài này được (Small) Bullock mô tả khoa học đầu tiên năm 1937.